# Exégesis (diarios)
Exégesis es una serie de diarios personales del escritor de ciencia ficción Philip K. Dick, documentando y explorando sus experiencias religiosas y visionarias. La riqueza de conocimientos de Dick sobre filosofía, religión y ciencia queda plasmada en todo su registro.

## Contenido
Dick comenzó los diarios tras sus experiencias visionarias en febrero y marzo de 1974, a las que denominó "02.03.74". Estas visiones se iniciaron poco después de que Dick se viera afectado por la extracción de una muela del juicio. Cuando una repartidora de la farmacia trajo su medicación para el dolor, se dio cuenta del collar Ichthys que llevaba y le preguntó qué quería decir. Ella respondió que se trataba de un símbolo utilizado por los primeros cristianos, y en ese momento comenzaron las experiencias religiosas de Dick:

En ese instante, mientras miraba fijamente el signo centelleante del pez y escuchaba sus palabras, de repente experimenté lo que después supe se llamaba anamnesis—una palabra griega que significa literalmente "pérdida del olvido". Me acordé de quién era y dónde estaba. En un instante, en un abrir y cerrar de ojos, todo tuvo sentido para mí. Y no sólo pude recordarlo, sino que pude verlo. La chica era una secreta cristiana y yo también. Vivíamos con miedo de ser detectados por los romanos. Tuvimos que comunicarnos con signos crípticos. Ella me había dicho todo esto, y era verdad.

Por un corto tiempo, tan duro como es esto de creer o explicar, vi desapareciendo a la vista los contornos negros, carcelarios de la odiosa Roma. Pero, mucho más importante, me acordé de Jesús, que había estado recientemente con nosotros, y se había ido fuera por un tiempo, y que regresaría muy pronto. Mi emoción fue una de alegría. Estábamos preparando en secreto su bienvenida. No pasaría mucho tiempo. Y los romanos no lo sabían. Pensaron que estaba muerto, muerto para siempre. Ese fue nuestro gran secreto, nuestro conocimiento alegre. A pesar de las apariencias, Cristo iba a regresar, y nuestra alegría y anticipación eran ilimitadas.

En las semanas siguientes, Dick experimentó más visiones, incluyendo una presentación alucinatoria de patrones abstractos y una rica información de un haz de luz rosa. Del mismo modo, percibiría que la realidad "cobraba vida" en lo que respecta a la ordenación de los eventos que sucedían en ella, sincronizándose respecto al Libro de Actos de la Biblia y algunas de sus propias obras. En sí, esta manera de transmisión de mensajes sería, según el propio autor, muy similar a la que él propondría inadvertidamente en su novela Ubik. En la Exégesis teorizó sobre los orígenes y el significado de estas experiencias, sin llegar a concluir nada definitivo. En ocasiones identificaría el origen de sus experiencias como Zebra, Dios o el sistema de vasta inteligencia viva (Sivainvi). Desde 1974 hasta su muerte en 1982, Dick escribió la Exégesis a mano en sesiones de escritura nocturna, a veces componiendo hasta 150 páginas en una sesión. En total, se compone de aproximadamente 8.000 páginas de notas, de las cuales ha sido publicado un volumen con un millar de páginas.
Además de la Exégesis, Dick describió sus visiones y fe en muchas otras obras, incluyendo Valis, Radio Free Albemuth, The Divine Invasion, The Transmigration of Timothy Archer, un breve pasaje de A Scanner Darkly, y en la inacabada The Owl in Daylight, así como en muchos ensayos y cartas personales.
In Pursuit of Valis: Selections From the Exegesis fue publicada en 1991.

## Publicación
En abril de 2010, Houghton Mifflin Harcourt anunció el proyecto de publicar extractos adicionales de la Exégesis en dos volúmenes. El primero, de 1056 páginas, habría sido publicado en 2011, y el segundo (un volumen de la misma longitud) en 2012. El editor Jonathan Lethem describió las próximas publicaciones como algo "absolutamente sofocante, brillante, repetitivo y contradictorio. Sólo podría contener el secreto del universo". El proyecto fue modificado para publicar la Exégesis como un libro de gran formato. The Exegesis of Philip K. Dick fue finalmente publicada en noviembre de 2011.

## Edición en castellano
- Dick, Philip K. (2023). La exégesis de Philip K. Dick. Estuche, cartoné, 1192 páginas. Minotauro. ISBN 978-84-450-0726-6.[6][7]